# Notidobia sagarrai
Notidobia sagarrai är en nattsländeart som först beskrevs av Navás 1917.  Notidobia sagarrai ingår i släktet Notidobia och familjen krumrörsnattsländor. Inga underarter finns listade i Catalogue of Life.